# WASP-2b
WASP-2b es un planeta extrasolar que orbita la estrella WASP-2, a unos 500 años luz de la Tierra, en la Constelación del Delfín. Su masa y radio son propios de los planetas jovianos. A diferencia de Júpiter, se localiza muy cerca de su estrella (un 3% de la distancia de la Tierra al Sol), de manera similar a muchos de los exoplanetas que se han encontrado. Esta condición lo califica como un Júpiter caliente.